# فندق‌شکن (فیلم ۱۹۶۷)
فندق‌شکن (لهستانی: Dziadek do orzechów) یک فیلم درام به کارگردانی هالینا بیه‌لینسکا است که در سال ۱۹۶۷ منتشر شد.

## بازیگران
- لئون نیمچیک
- وینچیسواف گلینسکی
- آدام پاولیکوفسکی
- مارک پرپچکو
- ماگدالنا وُوِیکو
- بوگوسواف سوخناتسکی
- کریستینا شنکیه‌ویچ